# Grobnica obitelji d’Havlin i de Piennes u Vrbovcu
Grobnica obitelji d’Havlin i de Piennes je Grobnica u gradu Vrbovcu, zaštićeno kulturno dobro.

## Opis dobra
Grobnica obitelji d’Havlin et de Piennes podignuta je 1912. godine na gradskom groblju u Vrbovcu na poticaj markiza de Piennesa, vlasnika vrbovečkog dvorca i posjeda. Konstruirana je od betona te obložena crnim granitom, uz primjenu arhitektonskih elemenata klasicizma. Istaknuti detalji su kanelirani stupovi i krovna piramidalna forma unutar koje je kupola obložena zlatnim mozaikom. Projekt je nastao unutar arhitektonskog poduzeća Kovačić i Ehrlich, a autorstvo se pripisuje arhitektu Viktoru Kovačiću.

## Zaštita
Pod oznakom Z-3654 zavedeni su kao nepokretno kulturno dobro - pojedinačno, pravna statusa zaštićena kulturnog dobra, klasificirano kao "sakralno-profana graditeljska baština".